# Horaga albimacula
Horaga albimacula är en fjärilsart som beskrevs av Wood-mason och De Nicéville 1881. Horaga albimacula ingår i släktet Horaga och familjen juvelvingar. Inga underarter finns listade i Catalogue of Life.

## Bildgalleri

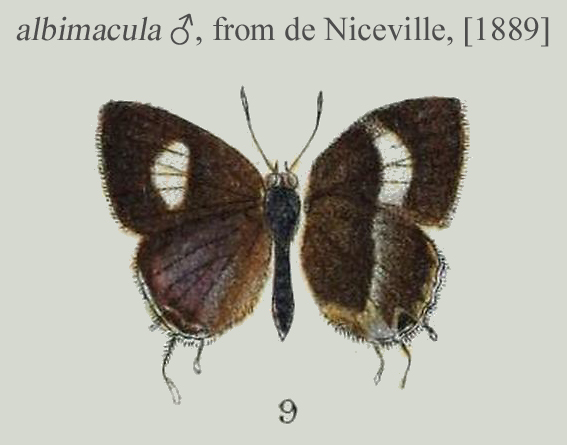
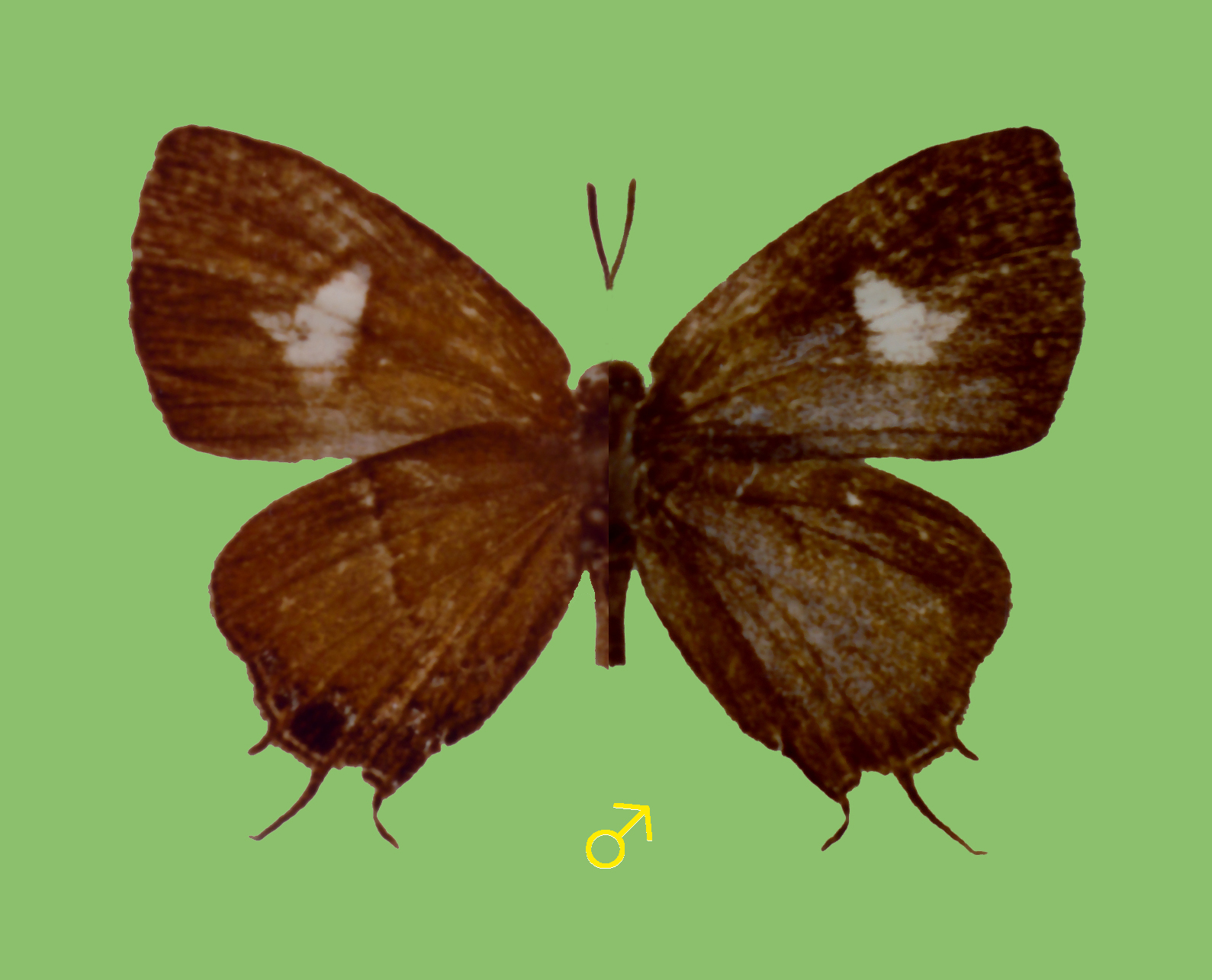
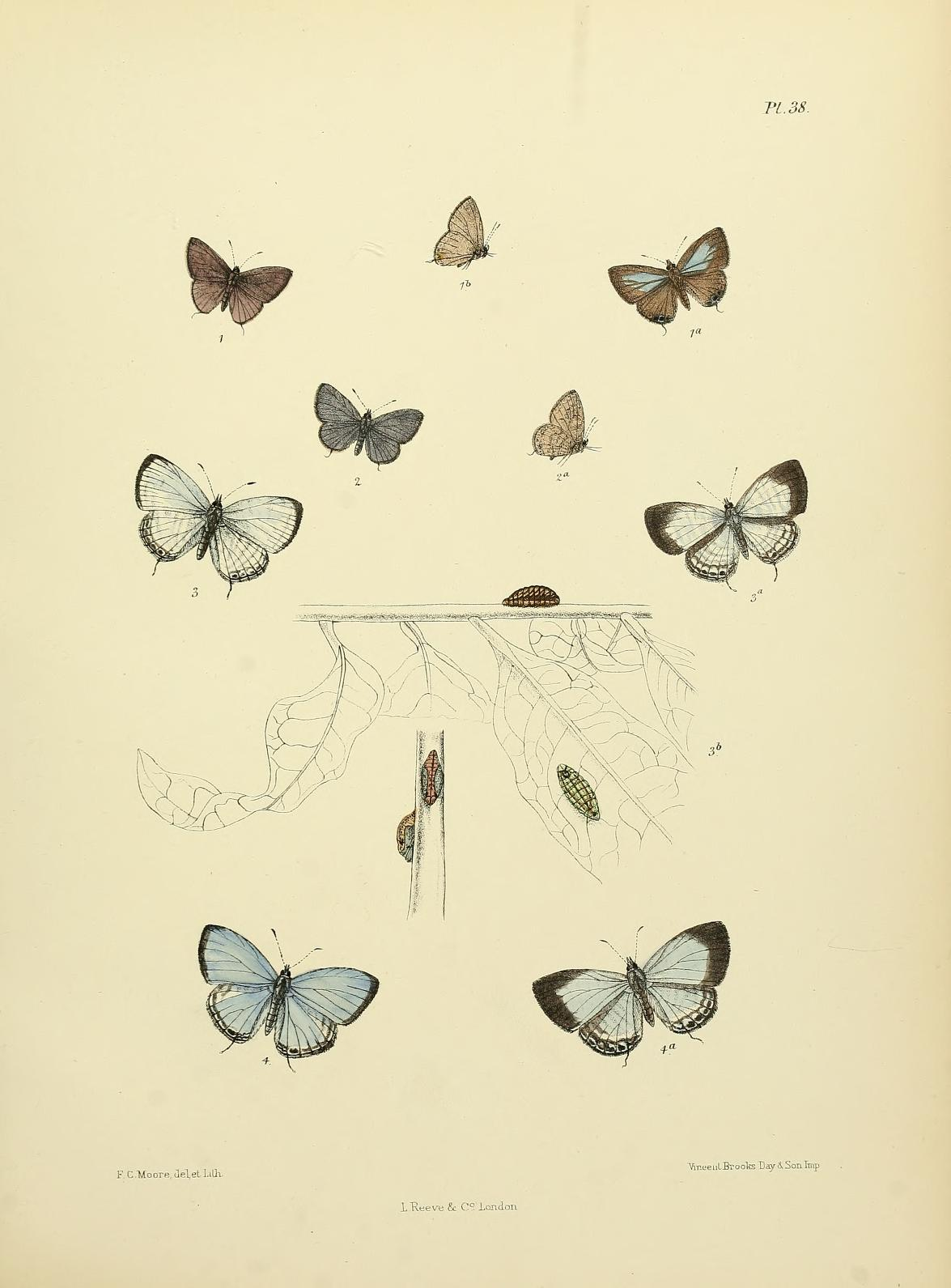